# Ahriman's Prophecy
Ahriman's Prophecy (Lời tiên tri về Ahriman) là một phiên bản trò chơi nhập vai miễn phí do Amaranth Games phát hành nhằm giới thiệu cốt truyện cho loạt game Aveyond nổi tiếng cùng hãng. Với cốt truyện thu hút, thiết kế đồ họa đơn giản, Ahriman's Prophecy đem đến cho người chơi một trải nghiệm thú vị về thể loại nhập vai.

## Cốt truyện
Câu chuyện xảy ra từ năm 0 (công nguyên) đến năm 4 (sau công nguyên) theo lịch Aya (toàn bộ thế giới của Aveyond).
Trò chơi bắt đầu từ một cô gái nhỏ 13 tuổi, Talia Maurva, được gửi tới thị nhân (một bà lão già tu khổ hạnh, ẩn dật) để "ghi danh", một nghi thức được thành lập bởi những người dân ở làng Elden để xác định nghề nghiệp và cuộc đời trưởng thành của họ. Vận mệnh của Talia đã thay đổi khi cô nhìn vào hồ nước của thị nhân và thấy một buổi lễ đen tối của vị hoàng tử trẻ tuổi Zorom của vương quốc lân cận, Candar. Zorom và các linh mục tối đã cố gắng phục sinh lại Ahriman - chúa tể bóng tối mà trong lịch sử chiến binh cổ đại cho rằng là huyền thoại. Thị nhân cảm nhận được rằng Talia khác với mọi người thường, bà đã gửi cô tới trường học Chiến tranh và Phép thuật (War and Magic school) tại vương quốc lục địa Thais. Devin Perry, người bạn thân Talia, đồng ý hộ tống cô sang đại lục và vô tình Devin cũng trở thành học sinh của trường Chiến tranh và Phép thuật.
Ba năm hoàn thành khóa đào tạo, Talia trở thành người học thuật tài ba, Devin trở thành hiệp sĩ số một của Thais và cả hai đều hoàn thành xuất sắc nhiều trọng trách của vua Thais giao phó (nhất là nhiệm vụ cứu công chúa Alicia khỏi tay Zorom). Talia được Gevolda - trưởng tu nữ cấp cao ở Mysten Far và thầy hiệu trưởng trường Chiến tranh và phép thuật triệu tập vào trạng thái mơ cao độ. Gevolda giao nhiệm vụ cho Talia đi đến các đền tu nữ để cảnh báo lời tiên tri về Ahriman đang được phục sinh, các lời cảnh báo bao quanh sự phục sinh đó phải được dừng lại trước khi mặt trăng mười ba xuất hiện – đêm phục hồi toàn bộ sức mạnh bóng tối của Ahriman. Avrhen – một ma cà rồng sống bên dưới cõi chết ở đền Seafall cho Talia biết phải tìm đầy đủ những linh vật mà tất cả một thế lực nào cũng đều muốn tranh giành: Tử (Death relic), Thổ (Earth relic), Hỏa (Fire relic), Thủy (Water relic), Mê (Passion relic) và Mộng (Dream relic). Cuộc phiêu lưu tìm kiếm thực sự bắt đầu với những người bạn đồng hành, nhiều nhiệm vụ phụ cần thực hiện.

## Các nhân vật trong nhóm
Talia Maurva, người học thuật (nhân vật chính, cũng là người được chọn)
Một cô gái nông dân sống cùng bà nội ở ngôi làng làng nhỏ Elden, mong muốn trở thành một người sưu tầm thảo dược nhưng số phận đưa đẩy cuộc sống của Talia thành một con đường khác do sức mạnh tiềm ẩn bên trong của mình mà cô không thể giải thích nổi. Sau này khi được nữ hoàng yêu tinh cho phép vào thế giới thần tiên, Talia biết được mình mang một nửa dòng máu thần tiên từ mẹ cô.
Devin Perry, hiệp sĩ
Devin là một người làm thuê trong xưởng rèn làng Elden. Anh mơ ước trở thành hiệp sĩ trong một ngày, coi sự bảo vệ Talia là sứ mệnh quan trọng nhất trong cuộc đời mình.
Alicia Pendragon, hiệp sĩ
Công chúa vương quốc Thais là người con gái mạnh mẽ, chán ghét số phận hoàng tộc của chính mình (cuộc hôn nhân sắp đặt, nối nghiệp vua), Alicia mong muốn được trở thành lính đánh thuê, được phiêu bạt khắp nơi, sau Alicia trốn khỏi cung điện, được tự do đồng hành cùng Talia và Devin.
Jack, siêu trộm
Jack là một đứa trẻ lang thang đường phố với nghề là siêu móc túi, vì thế Jack bị lính hoàng gia reo lệnh truy nã khắp nơi, Jack có những ngón tay linh hoạt đặc biệt được rèn luyện, dùng để mở những ổ khóa "cứng đầu nhất". Jack cũng là người giỏi trong việc gặp xui xẻo.
Frederick le Mew, nhà hoán đổi hình dạng
Mệt mỏi với các lớp học ở làng động vật của mình, cậu (giống cá sấu) này rất thích phiêu lưu tìm hiểu thế giới bên ngoài để biến thành những sinh vật khác thú vị hơn gà.
Haddan Albardk, lính đánh thuê
Đền bù cho tầm vóc của mình, chú lùn này có sức mạnh vượt trội. Haddan chán ngắt khi phải dành hết thời gian cho công việc trong hầm mỏ, chú luôn ao ước khám phá thế giới bên ngoài.

## Sự tiếp nhận của công chúng
Ahriman’s Prophecy nhận được rất nhiều ý kiến của cộng đồng game trên toàn thế giới ngay khi ra mắt, bởi thế nó được tải về khoảng hơn một triệu lượt trong năm đầu phát hành.
Daniel Westerstal - Uziana nói rằng: "Thật khó có thể tin nổi Ahriman’s Prophecy là phần mềm hoàn toàn miễn phí. Nó cao cấp như thể loại game giao diện nhập vai của Nintendo ở Nhật"
Edward Zuk - Game Tunnel ý kiến rằng: "Đó là một sự pha trộn hài lòng quen thuộc khi Ahriman’s Prophecy cho thêm vào nó thể loại giao diện nhập vai mới"
Biên tập viên của Download.com nhận xét: "Chúng tôi tìm thấy âm nhạc trong game như một niềm vui tội lỗi nhắc nhở chúng ta trong chuyến thăm thời cổ hoang sơ đẹp đẽ cuối cùng"
Cộng đồng game trên thế giới cho Ahriman’s Prophecy số điểm 4 trên tổng 5.